# شون وايت (لاعب اتحاد الرغبي)
شون وايت هو لاعب اتحاد الرغبي كندي، ولد في 28 يونيو 1988 في فيكتوريا في كندا.

## وصلات خارجية
- شون وايت عل موقع إسبنسكروم (الإنجليزية)